# Nikolai Pawlowitsch Komarow

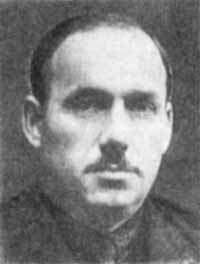
Nikolai Komarow

Nikolai Pawlowitsch Komarow (russisch Николай Павлович Комаров; * 27. November 1886 im Gouvernement Twer, Russisches Kaiserreich; † 27. November 1937 Moskau) war ein sowjetischer Staats- und Parteifunktionär.

## Biografie
Komarow war der Sohn eines einfachen Bauern, der die Pfarrschule des Ortes absolvierte. Er arbeitete seit 1902 in St. Petersburg, besuchte die städtische Schule und studierte zwei Jahre an der technischen Abendschule. Er war aktiv beteiligt an der Russischen Revolution von 1905 und wurde 1909 Mitglied der Partei der Sozialrevolutionäre und dann in der Sozialdemokratischen Arbeiterpartei Russlands (SDAPR). 1914 wirkte er in der Illegalität, wurde 1916 verhaftet und zu 10 Jahren Zwangsarbeit verurteilt. Nach der Februarrevolution 1917 war er Vorsitzender des Fabrikkomitees in seinem Werk in  Petrograd und  Mitglied des Petrograder Komitees der SDAPR (B).
Revolution und Bürgerkrieg
Er nahm in Petrograd an der Oktoberrevolution teil. Seit November 1917 war er Vorsitzender des Petrograder Revolutionären Militärtribunals. Ab Juni 1918 war er im Russischen Bürgerkrieg Bataillonskommissar an der Ostfront. 1919/21 war er in der Tscheka tätig. Ab 1921 nahm er einige wichtige Funktionen in der Partei und im Staatsapparat ein. Auf dem X. Parteitag wurde er 1921 in das Zentralkomitee der KPdSU gewählt. Er genoss das Vertrauen von Sinowjew, was ihm 1937 zum Verhängnis wurde. Seit 1930 arbeitete er in Moskau beim Obersten Wirtschaftsrat und war ab 1931 Volkskommissar für öffentliche Versorgungsunternehmen der RSFSR.
Opfer des Stalinismus
1937 fiel er den Stalinschen Säuberungen zum Opfer. Er wurde am 11. Juni 1937 verhaftet und – wie schon zuvor Kamenew und Sinowjew – von einem Militärgericht des Obersten Gerichts der UdSSR am 27. November 1937 gemäß Artikel 58-7-8-11 des Strafgesetzbuches der RSFSR verurteilt und am gleichen Tag hingerichtet. Komarow wurde in Moskau auf dem Donskoi-Friedhof bestattet. 1956 wurde er durch das Oberste Gericht der UdSSR rehabilitiert.